# Nicole Stoop
Nicole Stoop (Graft, 3 augustus 2001) is een Nederlands voetbalspeelster. Ze speelt als verdediger voor HERA United in de Vrouwen Eredivisie.

## Carrière
Als jeugdspeelster speelde Stoop bij SV De Rijp en Telstar. Sinds 7 december 2018 speelde Stoop als verdediger voor VV Alkmaar in de Nederlandse Vrouwen Eredivisie. Op 7 december 2018 maakte Stoop haar debuut voor de Alkmaarders in een met 2-2 gelijkspel thuis tegen Ajax. In een met 2-3 gewonnen uitwedstrijd tegen PEC Zwolle op 5 december 2021 maakte Stoop haar eerste doelpunt in de Vrouwen Eredivisie.
In 2022 maakte Stoop de overstap naar ADO Den Haag. Voor de Hagenezen maakte Stoop haar debuut op 23 september 2022 in een met 0-6 gewonnen uitwedstrijd tegen Excelsior door in te vallen voor Kayra Nelemans in de 73ste minuut.
Op 2 februari 2024 maakte ADO Den Haag bekend dat in overeenstemming met Stoop het tot 30 juni 2024 doorlopende contract is ontbonden. Hierdoor kon Stoop transfervrij de overstap maken naar het Deense AaB Aalborg. Stoop kwam in een halfjaar tien wedstrijden uit voor de club uit de tweede stad van Denemarken voordat ze terugkeerde naar Nederland. Op 22 augustus 2024 tekende ze een contract bij Fortuna Sittard. In Sittardse dienst kwam Stoop tot twintig wedstrijden.
Op 14 augustus 2025 werd Stoop als een van de eerste speelsters gepresenteerd van het nieuw opgerichte HERA United, de eerste zelfstandige vrouwenvoetbalclub in Nederland.

## Statistieken
| Seizoen | Club            | Land       | Competitie      | Wedstrijden | Doelpunten |
| ------- | --------------- | ---------- | --------------- | ----------- | ---------- |
| 2018/19 | VV Alkmaar      | Nederland  | Eredivisie      | 2           | 0          |
| 2019/20 | VV Alkmaar      | Nederland  | Eredivisie      | 12          | 0          |
| 2020/21 | VV Alkmaar      | Nederland  | Eredivisie      | 16          | 0          |
| 2021/22 | VV Alkmaar      | Nederland  | Eredivisie      | 24          | 1          |
| 2022/23 | ADO Den Haag    | Nederland  | Eredivisie      | 11          | 0          |
| 2023/24 | ADO Den Haag    | Nederland  | Eredivisie      | 6           | 0          |
| 2023/24 | AaB Aalborg     | Denemarken | Elitedivisionen | 10          | 1          |
| 2024/25 | Fortuna Sittard | Nederland  | Eredivisie      | 20          | 0          |
| 2025/26 | HERA United     | Nederland  | Eredivisie      | 0           | 0          |
| Totaal  | Totaal          | Totaal     | Totaal          | 101         | 2          |

Laatste update: 14augustus 2025
1 Steen ·
2 Donker ·
9 Van Belen ·
10 Kira ·
11 Hassani ·
12 Van de Pol ·
13 Blomquist ·
14 Nottet ·
15 Daalman ·
17 Lagcher ·
18 Vader ·
19 Vis ·
20 Tiebie ·
21 Berrevoets ·
22 Khanchouch ·
22 Kleef ·
25 Booms ·
Coach: Engelkes